# Mahdího povstání
Mahdího povstání (či Mahdího válka, nebo Anglicko-súdánská válka) byla protibritská revolta v Súdánu na konci 19. století.

## Nástin událostí
Od roku 1822 byla v Súdánu egyptská nadvláda. Samotný Egypt od 70. let 19. století začal prohlubovat svou závislost na Velké Británii (formálně byl součástí Osmanské říše). Britové usilovali o získání kontroly nad Horním Nilem, a tak se rozhodli obsadit místa egyptské správy v Súdánu svými občany.

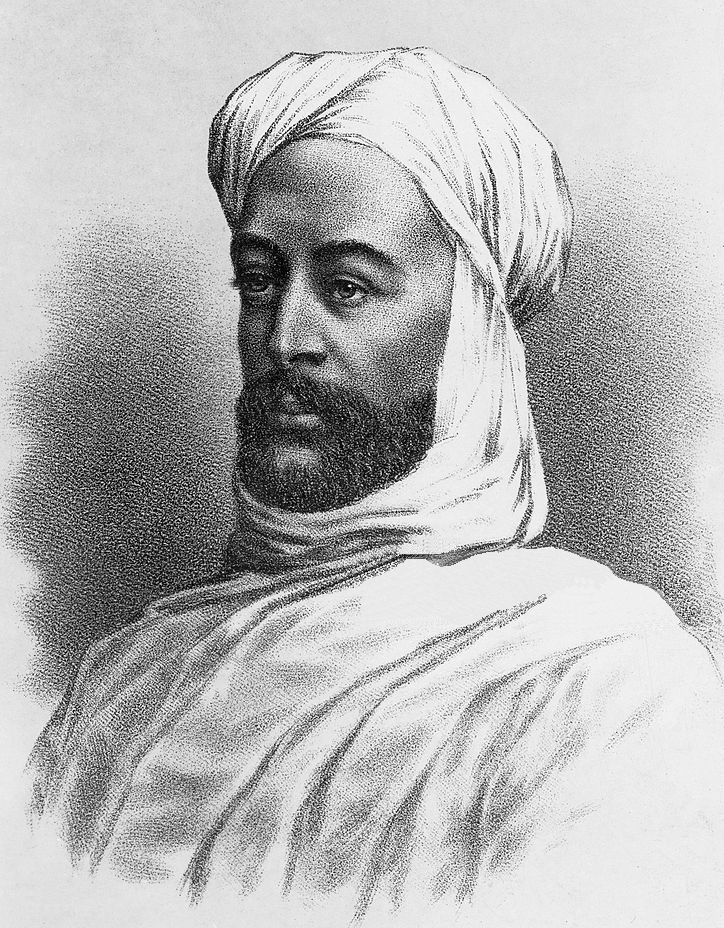
Muhammad Ahmad, který se prohlásil za al-Mahdího.

V té chvíli došlo k zesílení hnutí za obnovu samostatného Súdánu. Do jeho čela se postavil muslimský duchovní Muhammad Ahmad, známý pod jménem Al-Mahdí (Spasitel). Ve svém učení hlásal nutnost navrácení ke kořenům islámu, především rovnosti a čistotě. Vyhlásil svatou válku proti všem nevěřícím a rovněž špatným muslimům. Ústředím hnutí se stala horská provincie Kordofán v západní části země.
Samotné povstání se otevřeně rozhořelo v roce 1881, kdy došlo k protievropské revoltě i v Egyptě. V dalších dvou letech byli mahdisté relativně úspěšní, když zvítězili nad několika anglo-egyptskými vojenskými expedicemi. V roce 1884 se novým súdánským generálním guvernérem stal Charles George Gordon, který vyhlásil oddělení Súdánu od Egypta a Mahdího uznal jako sultána Kordofánu. Tím však nedošlo k ukončení povstání. Mahdisté se rozhodli k obléhání hlavního města Chartúmu, které se jim 23. ledna 1885 podařilo dobýt. Následně byli všichni Angličané zabiti a Gordonovi byla uťata hlava.

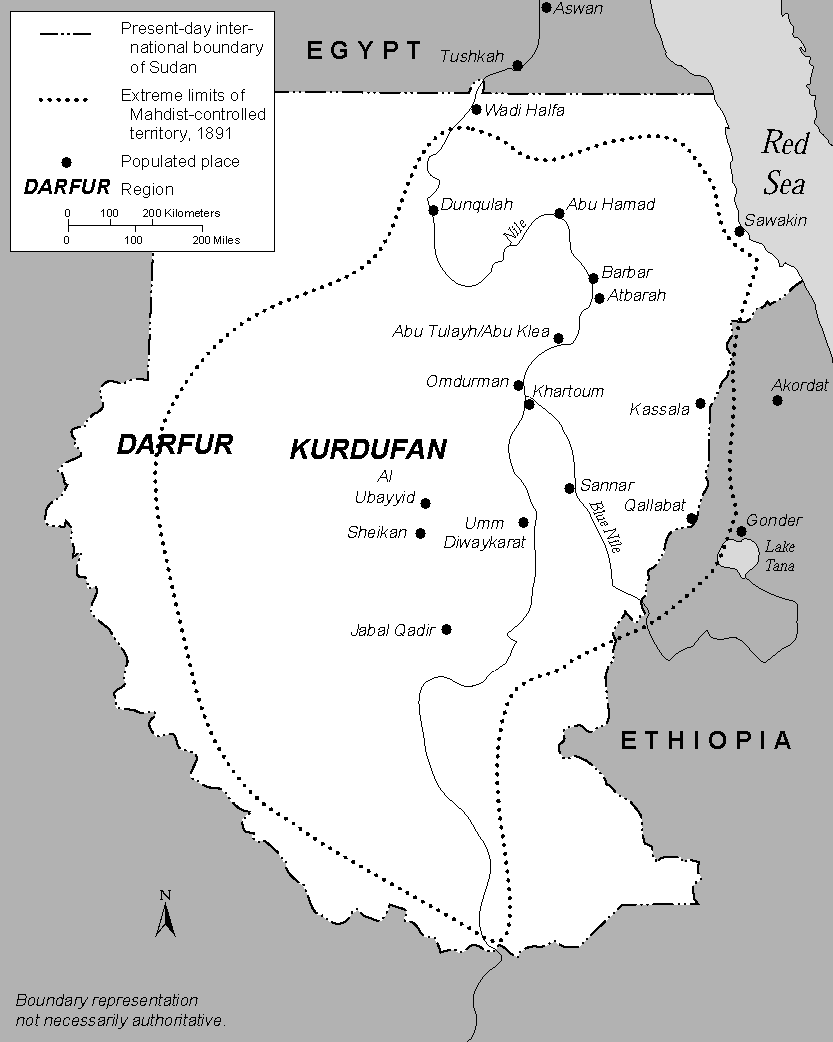
Tečkami vymezeno území říše Mahdího 1881–1898 v Súdánu

Mahdí vytvořil velkou říši, která měla charakter vojensko-teokratické diktatury. Toto panství poměrně dlouho odolávalo snahám o podmanění. Až po smrti Mahdího, když se stal jeho nástupcem chalífa Abdalláh, se začal osud říše blížit ke svému konci. K němu napomohla anglická blokáda, která způsobila nedostatek potravin a zboží, stejně jako sílící vnitřní mezikmenové konflikty. Spojené království se rozhodlo pro novou vojenskou expedici vedenou generálem Horatio Kitchenerem. Následoval nový boj o území Súdánu, v němž k rozhodující bitvě došlo 2. září 1898 u Omdurmánu. Mahdistická jízda vyzbrojená kopími neměla šanci proti britské výzbroji s kulomety. Ztráty mahdistů se odhadují na 20 000 mužů. Zbylé síly se stáhly do Kordofánu, kde byly definitivně poraženy 24. listopadu 1899 a došlo k zániku říše. Ve střetu byl zabit také chalífa Abdulláh.